# Alberto Croce

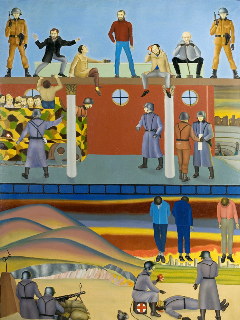
Il Giudizio Universale 1966)

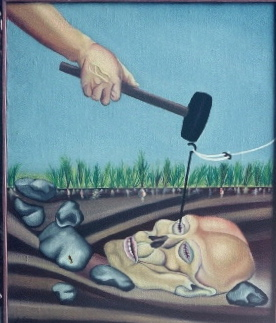
Campeggio in Italia (1964)

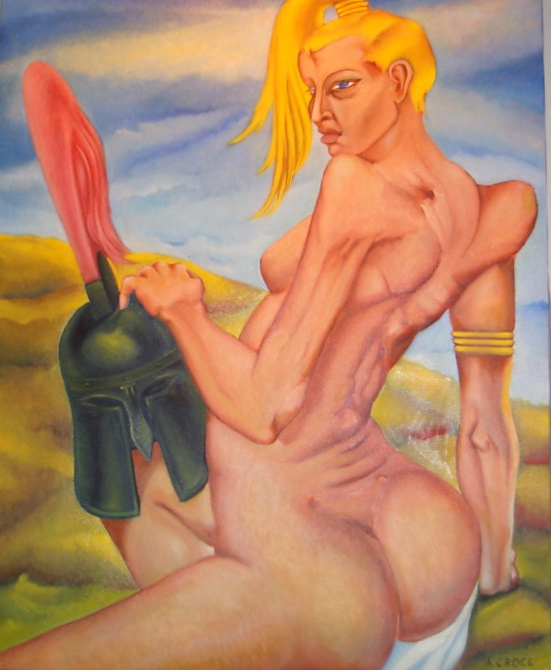
Penthesilea (1986)

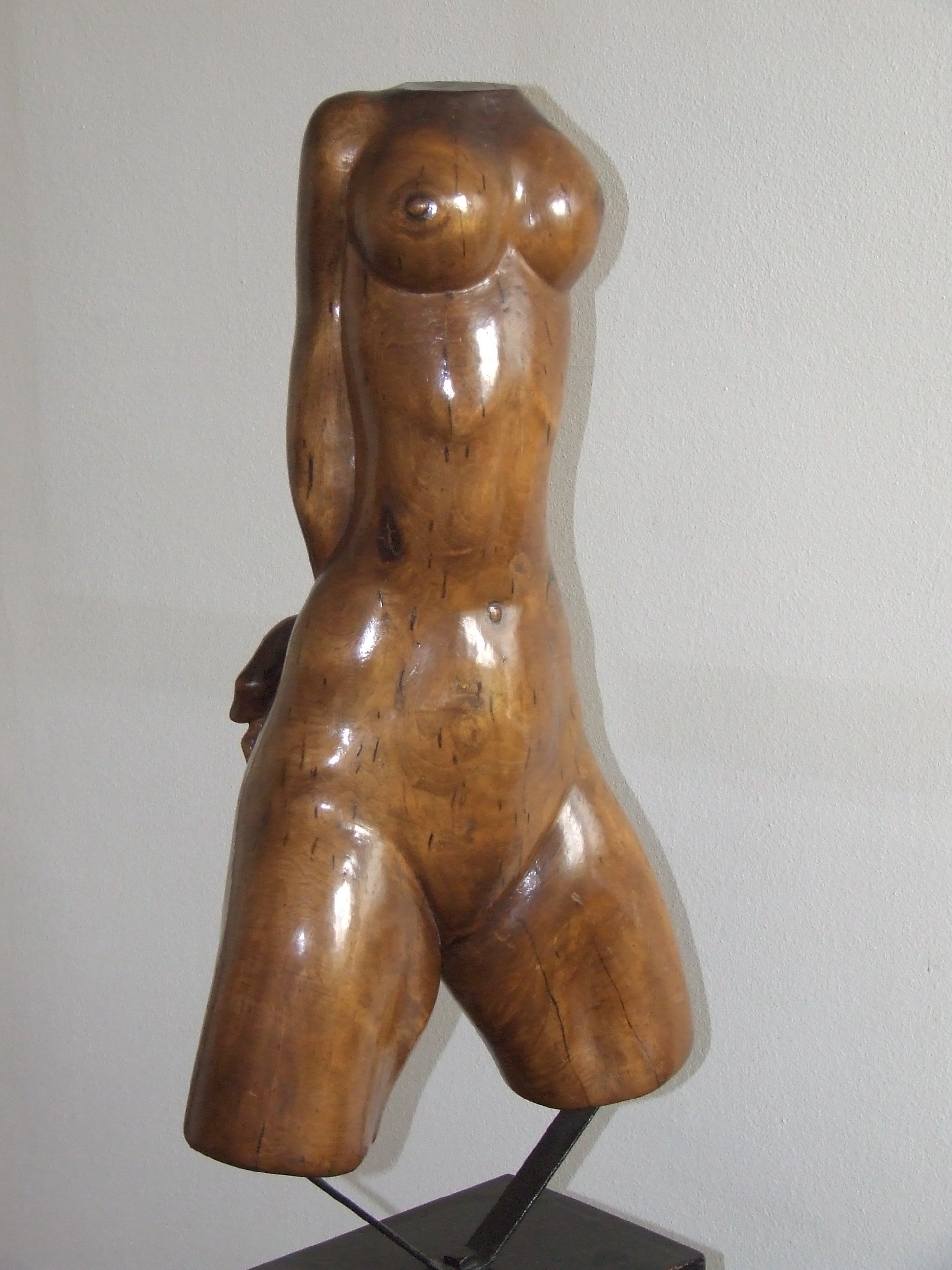
Torso femminile (circa 1980)

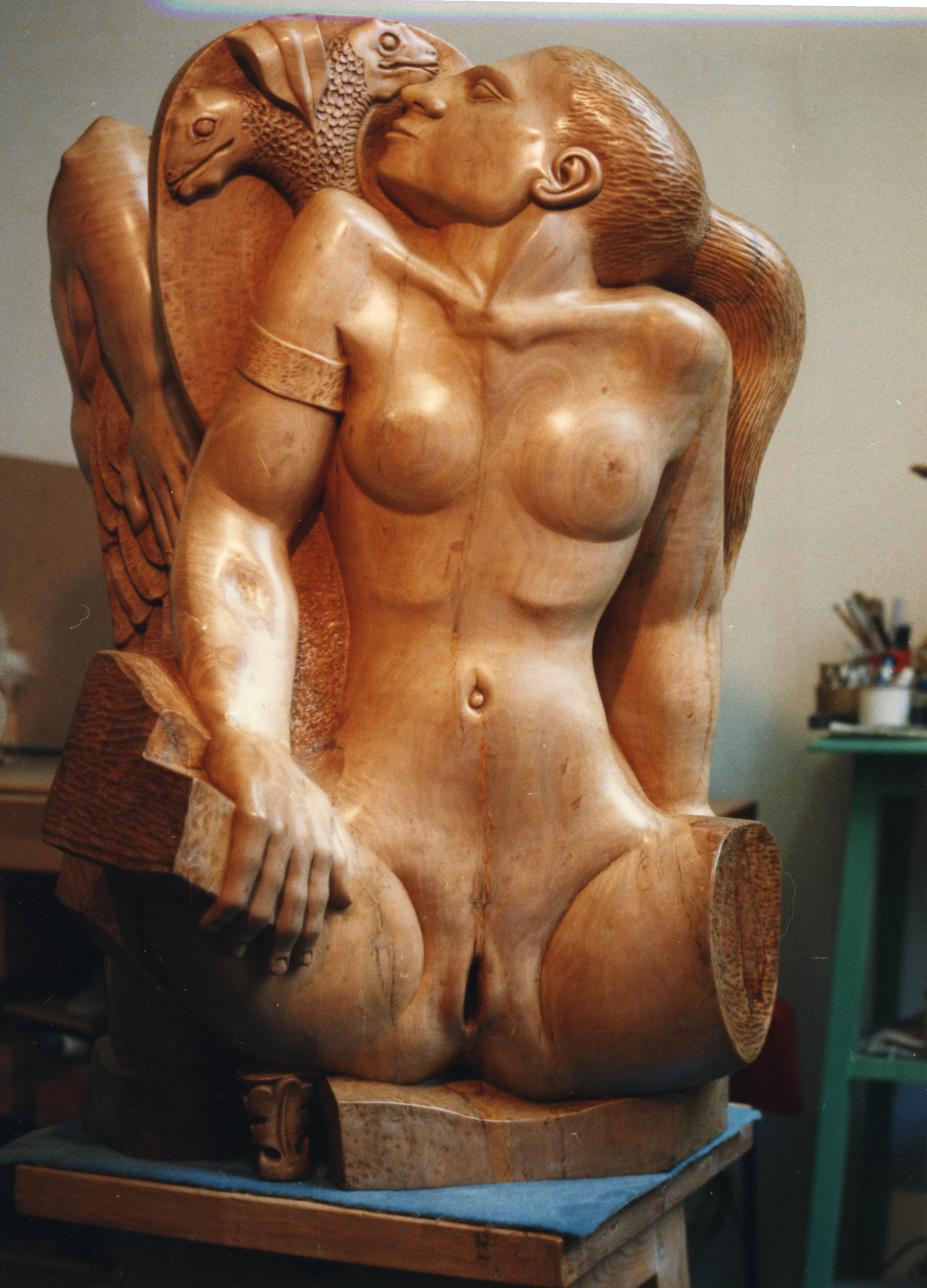
Triade Ancestrale (1991- 93)

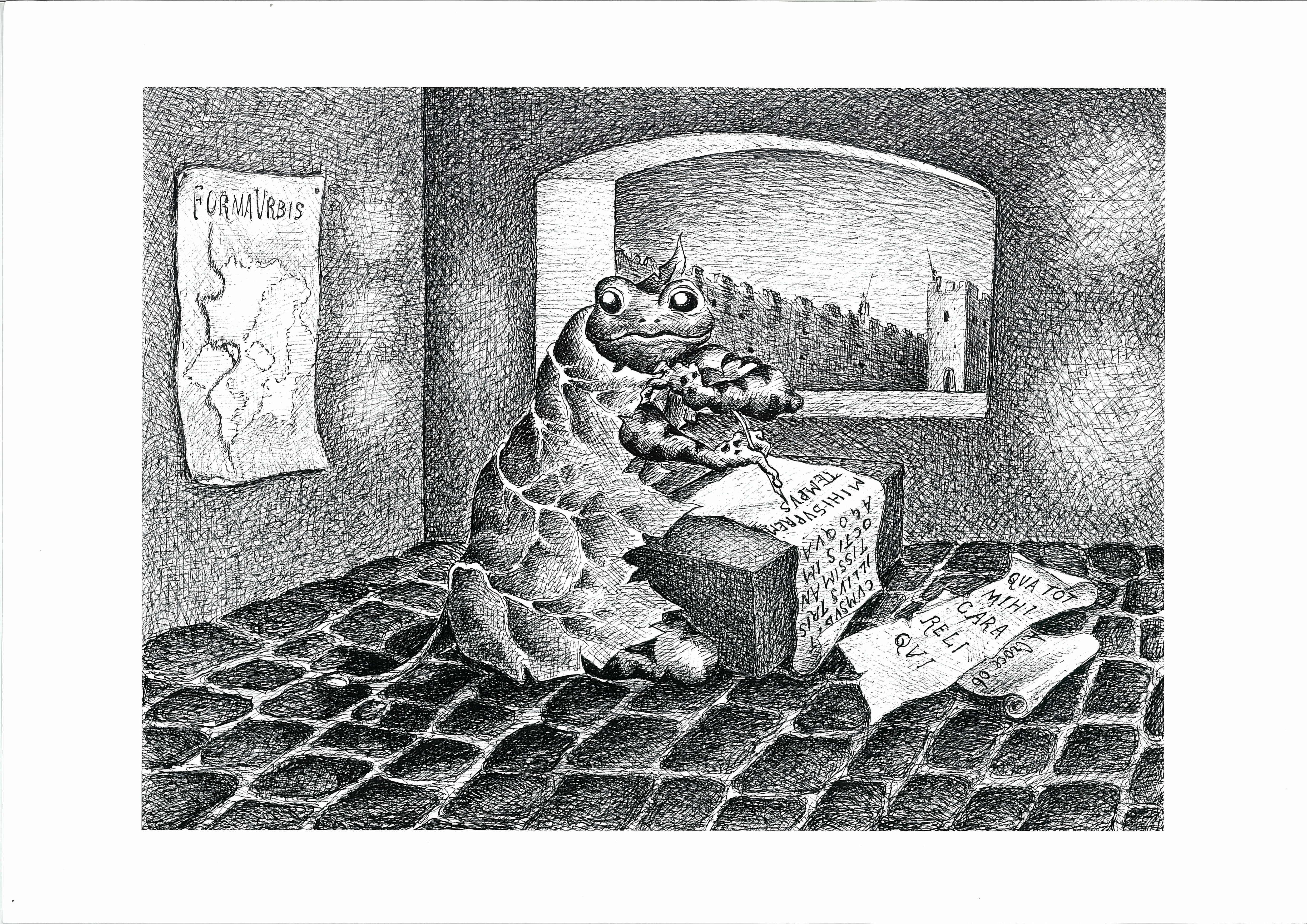
La rana di Ovidio (2010)

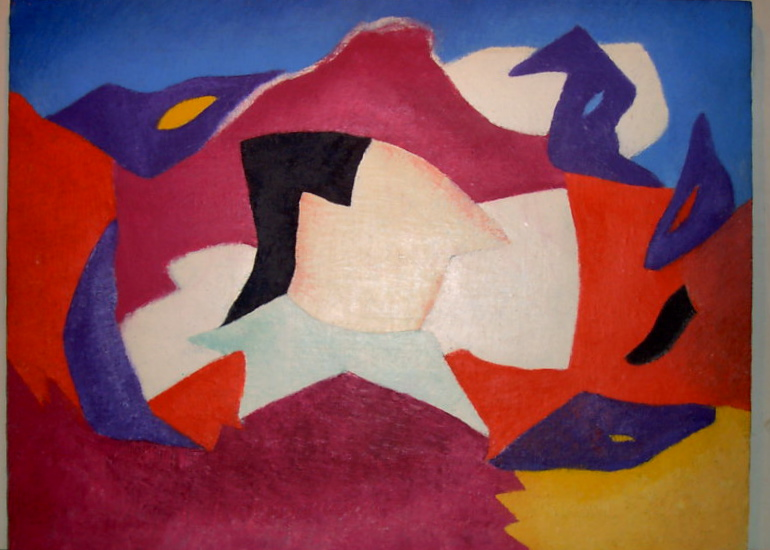
Ostranenije (1961)

Alberto Croce (Milano, 18 aprile 1933 – Milano, 21 giugno 2014) è stato un pittore e scultore italiano.

## Biografia
È figlio di Carlo Croce, industriale e progettista meccanico, partigiano morto nel 1944 e insignito con la medaglia d'oro al valor militare alla memoria. La madre Albertina Seveso condivise con il marito i rischi e i disagi della clandestinità, a cui furono sottoposti fino alla liberazione che nel 1945 mise fine alla seconda guerra mondiale, anche i figli Alberto, Adriana, nata nel 1937, e Alda, nata dal precedente matrimonio del padre nel 1923. L'infanzia di Alberto fu segnata da questi avvenimenti, che influenzarono a lungo le tematiche della sua opera.
Studente discontinuo, i suoi interessi letterari e soprattutto artistici trovano un punto di riferimento nell'Accademia di Brera dove studia con Aldo Carpi e Gino Moro. Il clima artistico milanese degli anni cinquanta, sensibile all'influenza esistenzialista, è l'ambiente in cui inizia il suo percorso artistico che nella prima fase è dedicato esclusivamente alla pittura.
Nel 1952 espone al Centro San Fedele a Milano, galleria vetrina di giovani artisti, ai quali riserva un concorso annuale.
Nelle opere di questi anni sono presenti, insieme con altri temi di origine letteraria e fantastica, suggestioni legate al periodo trascorso da bambino in Valtellina negli anni della guerra e alla violenta morte del padre. Emblematico è il polittico Il giudizio Universale del 1966, ora nella collezione dei Musei Civici di Varese, in cui i diavoli vestono la divisa delle SS.
Al nucleo iniziale si aggiungono le esperienze maturate nel corso di lunghi soggiorni all'estero. A Parigi entra in contatto con le tendenze artistiche più significative del momento, identificando meglio la propria linea di ricerca che, a parte una ricognizione di poco più di un anno nell'astrattismo, si conferma legata alla figurazione, sebbene lontana da ogni realismo.
In seguito risiede in Spagna, Marocco, Grecia e Turchia, paesi le cui suggestioni si concretizzano in veri e propri cicli di opere. «Se ricordiamo -scrive lo studioso e critico Alberto Veca-  le diverse serie pittoriche di Croce, i guerrieri, i re cattolici, i tori gialli e i tori neri, vediamo come esse acquistino significato nell'istituzione di una relazione, di una dialettica continua tra loro e nel progressivo individuarsi, specificarsi, farsi come momento iconico compiuto».
A proposito del lavoro di Croce di quel periodo, il critico Franco Passoni ha parlato di realismo magico: «I fantomatici personaggi dipinti da Alberto Croce assumono nei quadri una carica insolita, piena di suspense, che pur non essendo minacciosa conferisce significati allusivi, rituali e misteriosi, alla sua figurazione che è lucidissima nel disegno, inciso da una linea dura secca e distinta da un colore crudo, psicologico e traumatizzante per il timbro».
Negli anni settanta l'esigenza di sperimentare la tridimensionalità lo spinge ad una svolta. Dopo un periodo di apprendistato nello studio dello scultore Giovanni Conservo, si dedica alla scultura e, anche se continuerà a dipingere sempre più raramente fino alla metà degli anni ottanta, sviluppa per la scultura un interesse destinato a diventare esclusivo. I materiali prediletti sono il legno e la pietra, materiale lavorato manualmente e con strumenti tradizionali. Una scelta che oltrepassa il dato materiale, come scrive Alberto Veca: «Il fare l'opera per Croce è altrettanto importante che l'opera compiuta». La prima mostra interamente dedicata alla scultura è del 1970 alla Galleria d'arte San Babila di Milano. Croce produce opere sempre più complesse, in cui dominano i temi mitologici.
Durante tutti gli anni Settanta risiede molti mesi all'anno a Calice Ligure dove, su invito del pittore Emilio Scanavino originario della zona, si era costituita una attiva comunità di artisti. È del 1976 la mostra collettiva nel Municipio di Calice Ligure degli artisti residenti a cui Croce partecipa con una scultura, ora nel Museo di arte contemporanea della Casa del Console.
La vicinanza delle cave di pietra del Finale gli permette di scolpire in loco alcune opere monumentali. Un'aspirazione al grande formato che continua a perseguire nello studio di via Ausonio a Milano, con due opere di carattere mitologico scolpite in grandi ceppi di ulivo: Minerva e Triade Ancestrale, opere complesse in ciascuna delle quali sono fuse diverse figure simboliche.
Nel 1994, mentre sta lavorando ad una terza grande scultura in legno d'ulivo, subisce un intervento chirurgico che lo riduce in fin di vita, dal quale si riprende lentamente, ma che gli impedirà di dedicarsi, da allora in avanti, al lavoro fisicamente impegnativo richiesto dalla scultura.
Una delle sue ultime opere pittoriche, Pentesilea (1996), fa parte nel 2006 della collettiva curata da Renato Miracco, Mythos. Miti e archetipi nel mare della conoscenza, al Museo Cristiano e Bizantino di Atene.
Nel 2006, durante un ricovero in ospedale, inizia un ciclo di disegni a inchiostro su carta, ritornando a uno dei suoi temi ricorrenti, la rana, animale magico che diventa il personaggio chiave di racconti visivi sui temi letterari e fantastici prediletti da Croce. Le quaranta opere del ciclo sono state esposte alla Biblioteca Sormani di Milano nel febbraio 2011 con la mostra La rana di Alberto Croce, curata da Luigi Sansone. Sei di esse, lo stesso anno, vengono esposte, su invito personale del critico Vittorio Sgarbi, al Padiglione Italia della 54ª Esposizione internazionale d'arte di Venezia.
Negli ultimi anni le precarie condizioni di salute gli impediscono di proseguire la sua attività.
Muore a Milano il 21 giugno 2014.
Dal 9 al 17 novembre 2023, a Varese, nell'ambito delle manifestazioni in occasione del 70° anniversario della Battaglia del Monte San Martino, legata all'eroica memoria del padre Comandante Carlo Croce, si tiene la mostra. "L'arte e la memoria: i quadri di Alberto Croce a Villa Recalcati".

## Stile
La produzione pittorica di Croce oscilla tra illustratività e visionarietà, a volte anche macabra e mostruosa. La figurazione è spesso tormentata e condotta secondo stilemi espressionisti e neo-oggettivi. Una certa rudezza di tratto è probabilmente da ricondurre all'attività di scultore. Costante fu sempre il suo impegno nel filone grafico.